# Dingli Swallows FC
Dingli Swallows FC je maltský fotbalový klub z města Dingli, které se nachází na severu země. Klub se v Maltese First Division 2008/2009 umístil na prvním místě. Domácí dresy jsou modro-červená s červenými pruhy, barva na cizích hřištích je stejná. Klub sídlí na stadionu Corradino Stadium.